# Peter Schalfejew
Peter Schalfejew (* 1. Februarjul. / 13. Februar 1858greg. in Fossenberg, Livland; † 4. Februar 1916 in Berlin) war ein baltisch-deutscher Slawist.

## Leben

### Herkunft und Familie
Peter Schalfejew war Sohn eines orthodoxen Priesters.
Sein Sohn war der Verwaltungsjurist Eduard Schalfejew (1888–1962).

### Werdegang
Er studierte von 1880 bis 1884 russische Sprache und Literatur an der Kaiserlichen Universität Dorpat. Während seines Studiums wurde er 1880 Mitglied der Korporation Neobaltia Dorpat. Ab 1885 war er als Oberlehrer an der städtischen Realschule in Libau und ab 1892 am dortigen Nikolai-Gymnasium tätig. Nach der Heirat mit einer evangelisch-lutherischen Deutsch-Baltin und der Weigerung, seine Kinder orthodox zu erziehen, wanderte er 1893 nach Berlin aus, wo er Honorarprofessor für Russisch an der Vereinigten Artillerie- und Ingenieurschule wurde. Ab 1897 lehrte er an der Königlichen Kriegsakademie in Berlin, ab 1901 als etatmäßiger Professor. Seit 1894 lehrte er daneben auch als Lektor für Russisch am Orientalischen Seminar der Universität Berlin, von 1905 bis 1916 am Seminar für Osteuropäische Geschichte. 1908 wurde er Ehrenmitglied der Burschenschaft Allemannia Berlin, der auch sein Sohn angehörte. 1909 wurde er an der Universität Graz promoviert.

## Ehrungen
- Russischer Sankt-Stanislaus-Orden, 3. Klasse
- Orden Philipps des Großmütigen, Großkreuz, Komtur 3. Klasse

## Veröffentlichungen
- Die volkstümliche Dichtung A. Kol'covs und die russische Volkslyrik. Dissertation, Universität Graz 1909 (handschriftlich)
- Die volkstümliche Dichtung A. Kol'covs und die russische Volkslyrik. Eine literarhistorische Untersuchung. Mit zwei Beilagen: 1. Ausgaben der Werke Kol'covs. 2. Übersetzungen der volkstümlichen Lieder Kol'covs. Duncker, Berlin 1910.